# Городское поселение рабочий посёлок Мокшан
Городское поселение рабочий посёлок Мокшан — муниципальное образование в Мокшанском районе Пензенской области Российской Федерации.
Административный центр — рабочий посёлок Мокшан.

## История
Статус и границы муниципального образования установлены Законом Пензенской области от 2 ноября 2004 года № 690-ЗПО «О границах муниципальных образований Пензенской области».

## Население
| 2010    | 2012    | 2013    | 2014    | 2015    | 2016    | 2017    |
| ------- | ------- | ------- | ------- | ------- | ------- | ------- |
| 12 304  | ↗12 369 | ↗12 524 | ↘12 444 | ↘12 430 | ↘12 377 | ↘12 268 |
| 2018    | 2021    |         |         |         |         |         |
| ↘12 060 | ↘11 694 |         |         |         |         |         |

## Состав городского поселения
| № | Населённый пункт | Тип населённого пункта                  | Население |
| - | ---------------- | --------------------------------------- | --------- |
| 1 | Красное Польцо   | посёлок                                 | ↗706      |
| 2 | Красный Кордон   | посёлок                                 | 6         |
| 3 | Мокшан           | рабочий посёлок, административный центр | ↘10 997   |